# Rezerwat przyrody Kaliniak
Rezerwat przyrody Kaliniak – utworzony w 1979 roku leśny rezerwat przyrody o powierzchni 54,41 ha.

## Położenie
Na zachód od Szczeglacina w gminie Korczew, w granicach Nadbużańskiego Parku Krajobrazowego na terenie Nadleśnictwa Sarnaki.

## Cel i przedmiot ochrony
Ochrona naturalnego fragmentu lasów liściastych z bogatym w rzadkie gatunki runem leśnym.

## Walory przyrodnicze
Rezerwat buduje wielogatunkowy drzewostan grądowy składający się z: dębu, lipy, jesionu, klonu oraz wiązu pospolitego i wiązu szypułkowego. Żyzne podłoże o dużej wilgotności powoduje, że flora w rezerwacie jest bogata. Występują tu: bniec czerwony, jaskier kosmaty, kokorycz pusta i kokorycz pełna, miodunka ćma, śledziennica skrętolistna oraz wiechlina odległokłosa. Poza tym w rezerwacie można spotkać: czerniec gronkowy, lilię złotogłów i turzycę leśną.